# Hichiriki
O hichiriki (japonês: 篳篥) é um instrumento de sopro, semelhante a um pequeno oboé japonês feito de bambu, de 17–22 cm de comprimento e com uma embocadura de dupla palheta.
O tubo deste instrumento musical estreita-se a partir da embocadura (ao contrário da forma cónica normal de um instrumento de sopro, que se alarga a partir da embocadura). Segundo se pensa teria sido trazido da China no século VII. 
No Japão é muito utilizado na celebração da núpcias, nos casamentos de confissão xintoista